# Xvi
Xvi es un clon del editor vi para varias plataformas y sistemas operativos como Unix, MS-DOS, OS/2 y QNX. Xvi es un clon que es parecido a vi en comandos pero que tiene algunas funciones más como múltiples ventanas. Xvi es un editor derivado de STEVIE.